# Stéphane Taponier
Pour les articles homonymes, voir Taponier.
Stéphane Taponier,  né le 17 juillet 1962 à Marseille, est un journaliste reporter d'images français pour la chaîne France 3, enlevé le 29 décembre 2009 en Afghanistan et libéré le 29 juin 2011.

## Biographie
Il est l'arrière-petit-fils de l'ancien maire de Marseille Henri Tasso[réf. nécessaire].
C’est à Marseille, dans l’établissement catholique Lacordaire (1973 à 1977), que Stéphane Taponier passe ses années de collège.
Il couvre différents conflits en Irak, au Liban, en Palestine, au Pakistan, au Congo, en Côte d'Ivoire…
Il co-réalise le documentaire Viols d'enfants : la fin du silence ?, diffusé en 2000.
En 2000, il tourne en Afghanistan dans la région du Pandjchir et suit le commandant Massoud qui a combattu l'occupation soviétique puis le régime des Talibans.

## Enlèvement et négociations
Hervé Ghesquière et Stéphane Taponier travaillaient tous deux comme journalistes pour le magazine Pièces à conviction de France 3 pour réaliser un reportage en Afghanistan. Ils ont été enlevés le 30 décembre 2009. L'enlèvement des journalistes et de leurs trois accompagnateurs afghans a eu lieu sur une route de la province de Kapisa (Est). Ils sont enlevés par un groupe taliban armé sous les ordres d'un commandant de la province de Kâpîssâ qui avait participé à l'embuscade d'Uzbin selon la DGSE. D'après un discours fait lors de leur arrivée le 547e jour, ils auraient été « vendus » à un checkpoint pour être récupérés un kilomètre plus loin. Ils ont aussi précisé que les ravisseurs avaient ordre de tirer si la voiture ne s'arrêtait pas un kilomètre après le checkpoint.
Les deux journalistes étaient sans escorte afin de pouvoir interroger des habitants de la région. Les militaires français en Afghanistan qui sont majoritairement déployés dans la province de Kapisa bouclent la frontière de celle-ci avec le Pakistan afin d'empêcher toute exfiltration. Ils sont d'abord localisés par des Forces spéciales américaines qui n'interviennent pas jugeant l'opération trop risquée. Ils sont à nouveau localisés par les troupes françaises peu après mais sont constamment déplacés à pied par leurs ravisseurs. Commence alors une période de recherche de négociateurs fiables et de négociations menée par la DGSE, la multiplicité des groupes (Hezb-e-Islami, le parti islamique, talibans, groupes mafieux) rendant celle-ci très difficile. Fin février 2010 une libération semble imminente, le président Nicolas Sarkozy appelle même la compagne d'un des otages pour annoncer sa libération mais celle-ci ne se fait pas. Une vidéo des otages a été réalisée par leurs ravisseurs, pour demander la libération de prisonniers talibans en échange de leur remise en liberté. Après une longue période de silence, les talibans disent le 1er janvier 2011 avoir enlevé les journalistes parce qu'ils se livraient à de l'espionnage et accusent le gouvernement d'ignorer leurs exigences. 
Ils ont été libérés le 29 juin 2011 après 547 jours de captivité. Le gouvernement nie avoir payé une rançon mais plusieurs experts affirment le contraire et évoquent l'utilisation de fonds spéciaux.

## Soutiens
Pour leur soutien, un rassemblement a été organisé le 9 mars 2010 à Paris sur l'esplanade du Trocadéro par Reporters sans frontières, le Syndicat national des journalistes et la Société des journalistes de France 3. D'autres se sont tenus notamment à Montpellier et Lille.
À l'occasion du 300e jour de captivité des journalistes, France 3 a organisé le 25 octobre 2010 un concert avec beaucoup d'artistes français et étrangers au Zénith de Paris.

## Polémique
L'enlèvement qui a eu lieu à quelques kilomètres d'une base française et alors que la France est accusée par les États-Unis de mal tenir sa zone est considéré comme un affront par l'Élysée. Les autorités françaises demandent d'abord aux médias et aux familles de tenir l'information secrète, invoquant la sécurité des otages. Néanmoins, quelques jours après leur capture, le président Nicolas Sarkozy critique une « imprudence vraiment coupable », et qu’« il leur avait été très clairement demandé de ne pas s’aventurer ainsi parce qu’il y a des risques ». Le 17 janvier, Claude Guéant, secrétaire général de l’Élysée, déclare que les journalistes font « courir des risques à beaucoup de nos forces armées, qui du reste sont détournées de leurs missions principales ». Le général Jean-Louis Georgelin, chef d’état-major des armées françaises, déclare le 21 février que la recherche a couté « plus de 10 millions d’euros » et demande un « sens des responsabilités des uns et des autres ». Bernard Kouchner dit qu’il leur « faudra s’expliquer ». Toujours au nom de la sécurité, les autorités demandent aux médias de garder l’anonymat des deux journalistes, qui sont nommés pendant des mois seulement par leurs prénoms, sans montrer leurs visages, des photos et un décompte des jours n'apparaissant qu'en avril 2010. Les propos sont condamnés par Reporters sans frontières, les syndicats de journalistes et Florence Aubenas, ex-otage en Irak.